# Serpulidae
Famille
Les Serpulidae sont une famille de vers annélides sédentaires de l'ordre des Canalipalpata. Ce sont des vers filtreurs sessiles, vivant dans un tube calcaire et se nourrissant par filtration de l'eau grâce à des panaches en spirales.

## Liste des genres
Selon World Register of Marine Species (1 octobre 2014) :
- genre Amplicaria Knight-Jones, 1984
- genre Anomalorbis Vine, 1972
- genre Apomatus Philippi, 1844

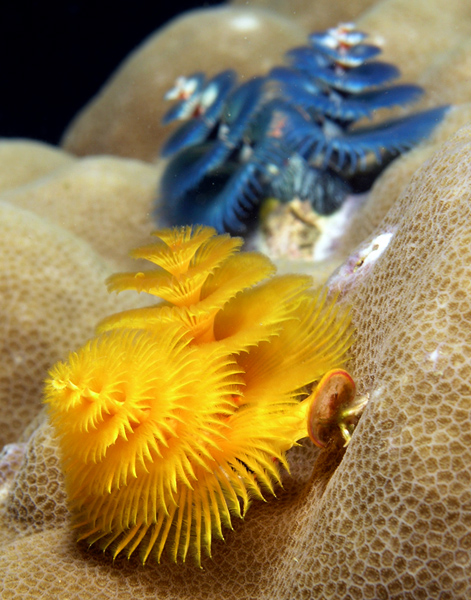
Spirobranchus giganteus

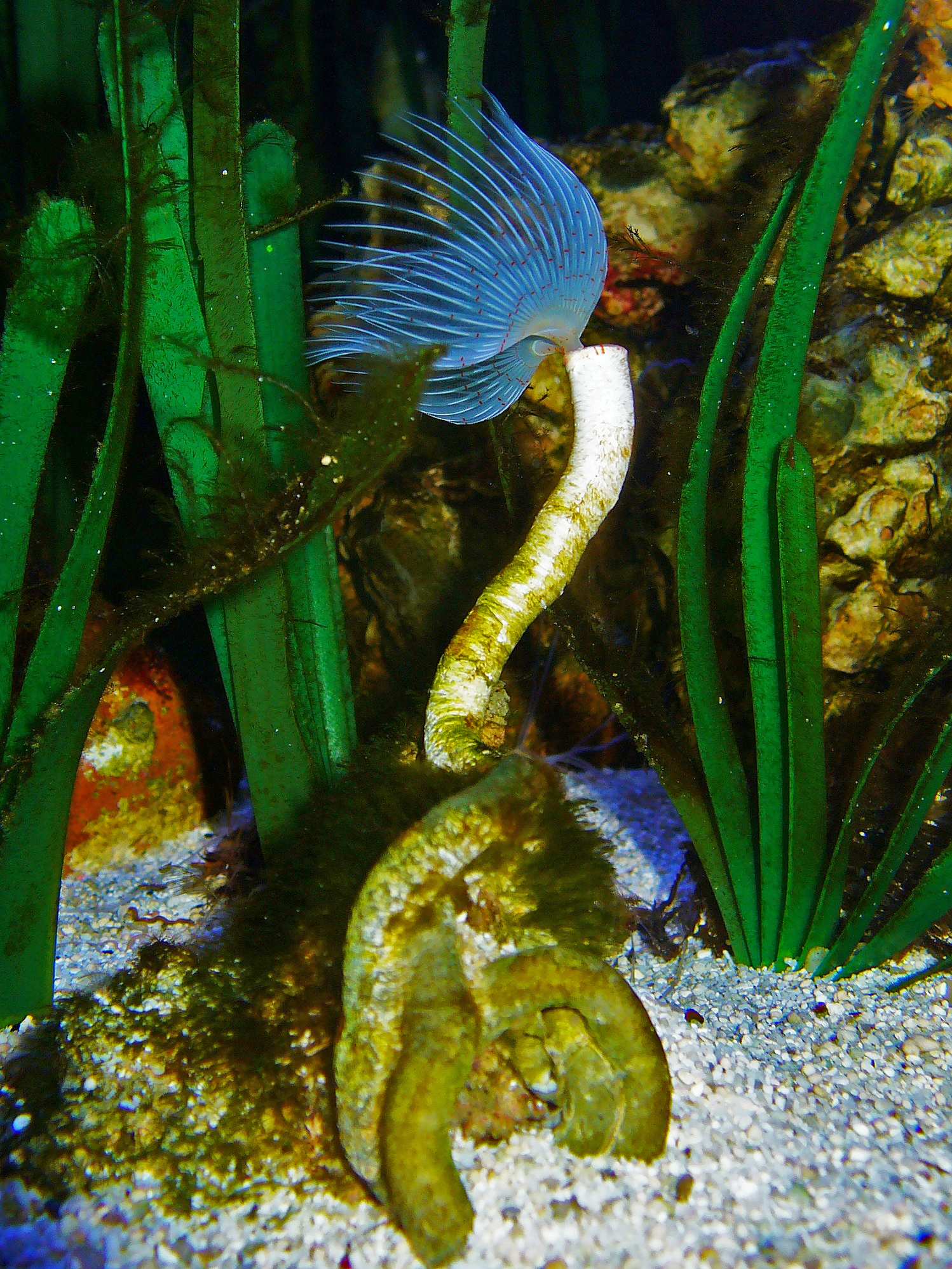
Protula tubularia

- genre Bathyditrupa Kupriyanova, 1993
- genre Bathyvermilia Zibrowius, 1973
- genre Bipygmaeus Regenhardt, 1961
- genre Brochus Brown, 1827
- genre Bushiella Knight-Jones, 1973
- genre Carpathiella
- genre Charybs
- genre Chitinopoma Levinsen, 1884
- genre Chitinopomoides Benham, 1927
- genre Circeis Saint-Joseph, 1894
- genre Crozetospira
- genre Crucigera Benedict, 1887
- genre Cubiculovinea Lommerzheim, 1981
- genre Cyenoserpula
- genre Dasynema de Saint-Joseph, 1894
- genre Ditrupa Berkeley, 1835
- genre Dorsoserpula Parsch, 1956
- genre Eulaeospira Pillai, 1970
- genre Ficopomatus Southern, 1921
- genre Filograna Berkeley, 1835
- genre Filogranella Ben-Eliahu & Dafni, 1979
- genre Filogranula Langerhans, 1884
- genre Floriprotis Uchida, 1978
- genre Flucticularia Regenhardt, 1961
- genre Galeolaria Lamarck, 1818
- genre Genicularia Quenstedt, 1858
- genre Gynaeconitis Regenhardt, 1961
- genre Helicosiphon Gravier, 1907
- genre Hyalopomatus Marenzeller, 1878
- genre Hydroides Gunnerus, 1768
- genre Janita Saint Joseph, 1894
- genre Janua Saint-Joseph, 1894
- genre Josephella Caullery & Mesnil, 1896
- genre Jugaria Knight-Jones, 1978
- genre Kimberleya Pillai, 2009
- genre Knightjonesia Pillai, 2009
- genre Laeospira Caullery & Mesnil, 1897
- genre Laminatubus ten Hove & Zibrowius, 1986
- genre Leodora Saint-Joseph, 1894
- genre Mammetuba Ghare & Vartak, 1984
- genre Marifugia Absolon & Hrabe, 1930
- genre Mera
- genre Metalaeospira Pillai, 1970
- genre Metavermilia Bush, 1905
- genre Microprotula Uchida, 1978
- genre Mucroserpula Regenhardt, 1961
- genre Neodexiospira Pillai, 1970
- genre Neomicrorbis Rovereto, 1904
- genre Neovermilia Day, 1961
- genre Nidificaria Knight-Jones, 1984
- genre Nogrobs Montfort, 1808
- genre Omphalopomopsis Saint-Joseph, 1894
- genre Pannoserpula Jaeger, Kapitzke & Rieter, 2001
- genre Paradexiospira Caullery & Mesnil, 1897
- genre Paralaeospira Caullery & Mesnil, 1897
- genre Paraprotis Uchida, 1978
- genre Paumotella Chamberlin, 1919
- genre Pentaditrupa Regenhardt, 1961
- genre Peraserpula Regenhardt, 1961
- genre Pileolaria Claparède, 1868
- genre Pillaiospira Knight-Jones, 1973
- genre Placostegus Philippi, 1844
- genre Pomatostegus Schmarda, 1861
- genre Proliserpula Regenhardt, 1961
- genre Propomatoceros Ware, 1975
- genre Protectoconorca Jäger, 1983
- genre Protis Ehlers, 1887
- genre Protolaeospira Pixell, 1912
- genre Protoleodora Pillai, 1970
- genre Protula Risso, 1826
- genre Pseudochitinopoma Zibrowius, 1969
- genre Pseudoprotula Pillai, 2009
- genre Pseudovermilia Bush, 1907
- genre Pyrgopolon de Montfort, 1808
- genre Rhodopsis Bush, 1905
- genre Romanchella Caullery & Mesnil, 1897
- genre Rotularia Defrance, 1827
- genre Ruxingella
- genre Salmacina Claparède, 1870
- genre Salmacinoidea
- genre Sarcinella Regenhardt, 1961
- genre Semivermilia ten Hove, 1975
- genre Serpula Linnaeus, 1758
- genre Simplaria Knight-Jones, 1984
- genre Sinoditrupa
- genre Spiraserpula Regenhardt, 1961
- genre Spirobranchus Blainville, 1818
- genre Spirorbis Daudin, 1800
- genre Tanturia Ben-Eliahu, 1976
- genre Triditrupa Regenhardt, 1961
- genre Vepreculina Regenhardt, 1961
- genre Vermilia Lamarck, 1818
- genre Vermiliopsis Saint-Joseph, 1894
- genre Vinearia Knight-Jones, 1984
- genre Vitreotubus Zibrowius, 1979
- genre Weixiserpula

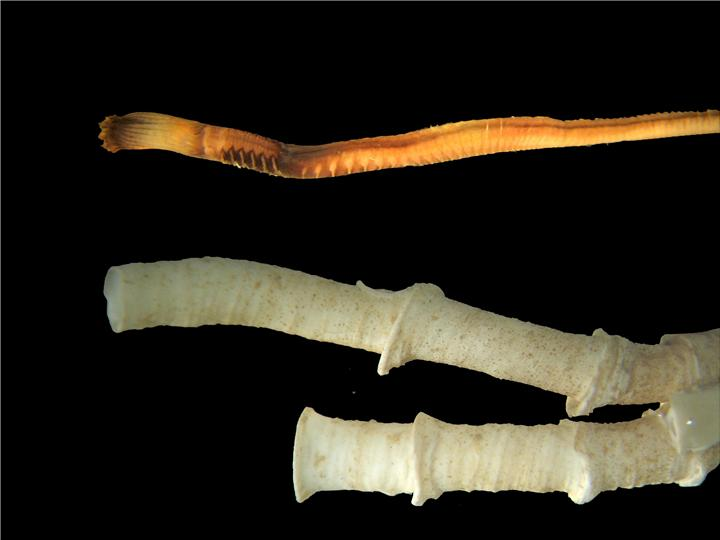
Ficopomatus enigmaticus
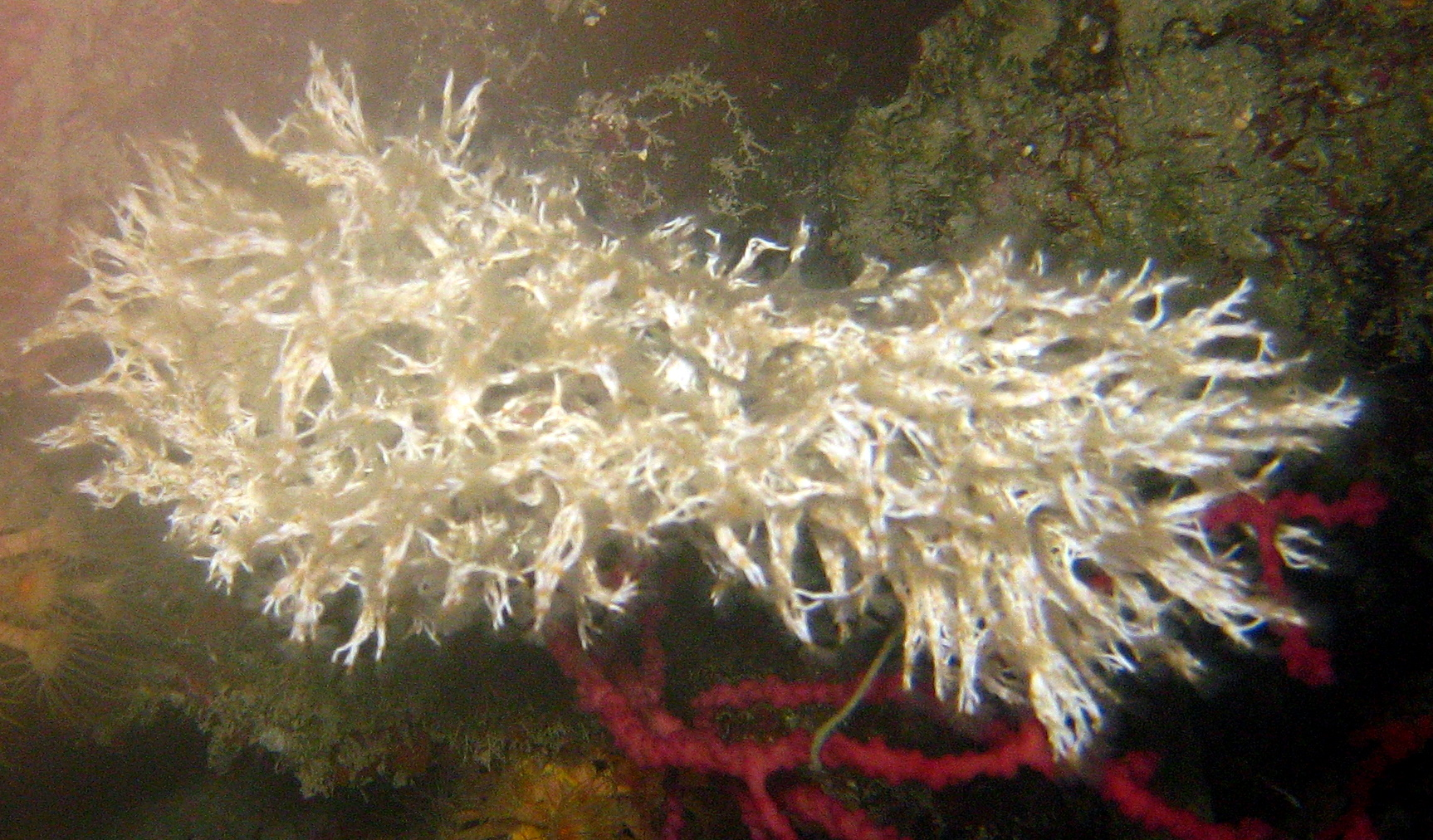
Filograna implexa
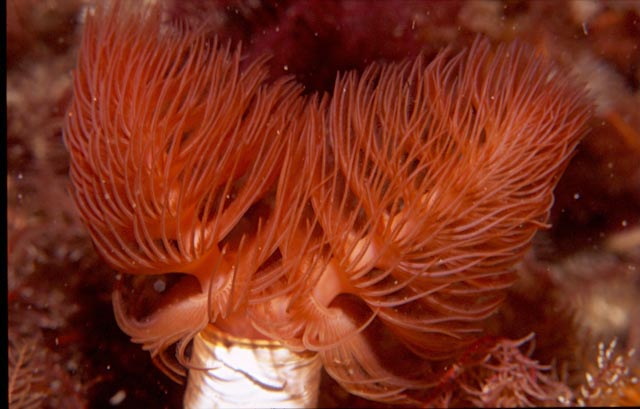
Protula bispiralis
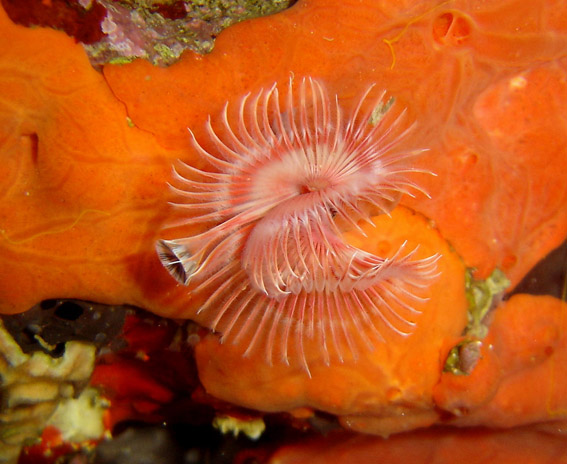
Serpula vermicularis
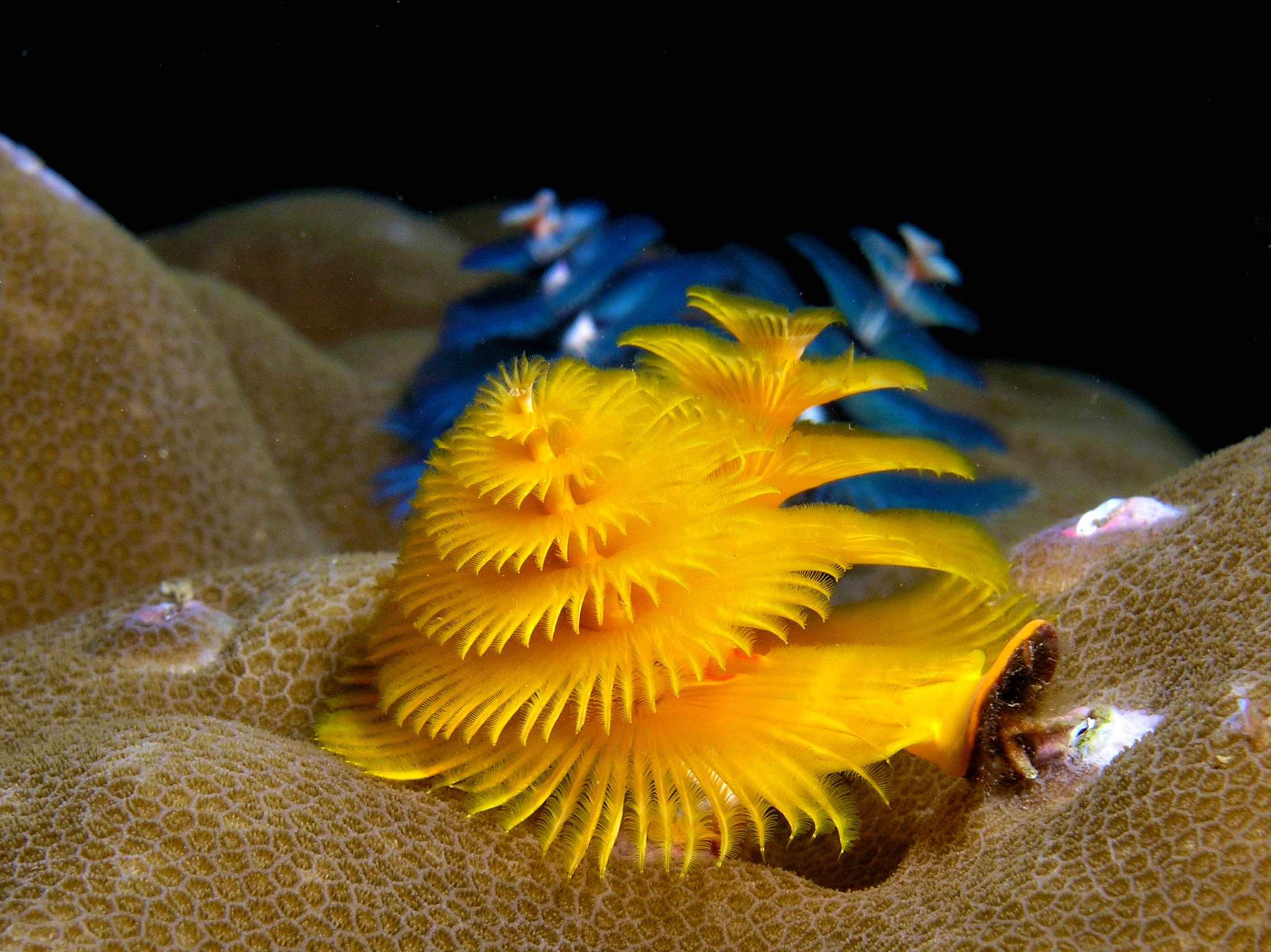
Spirobranchus giganteus
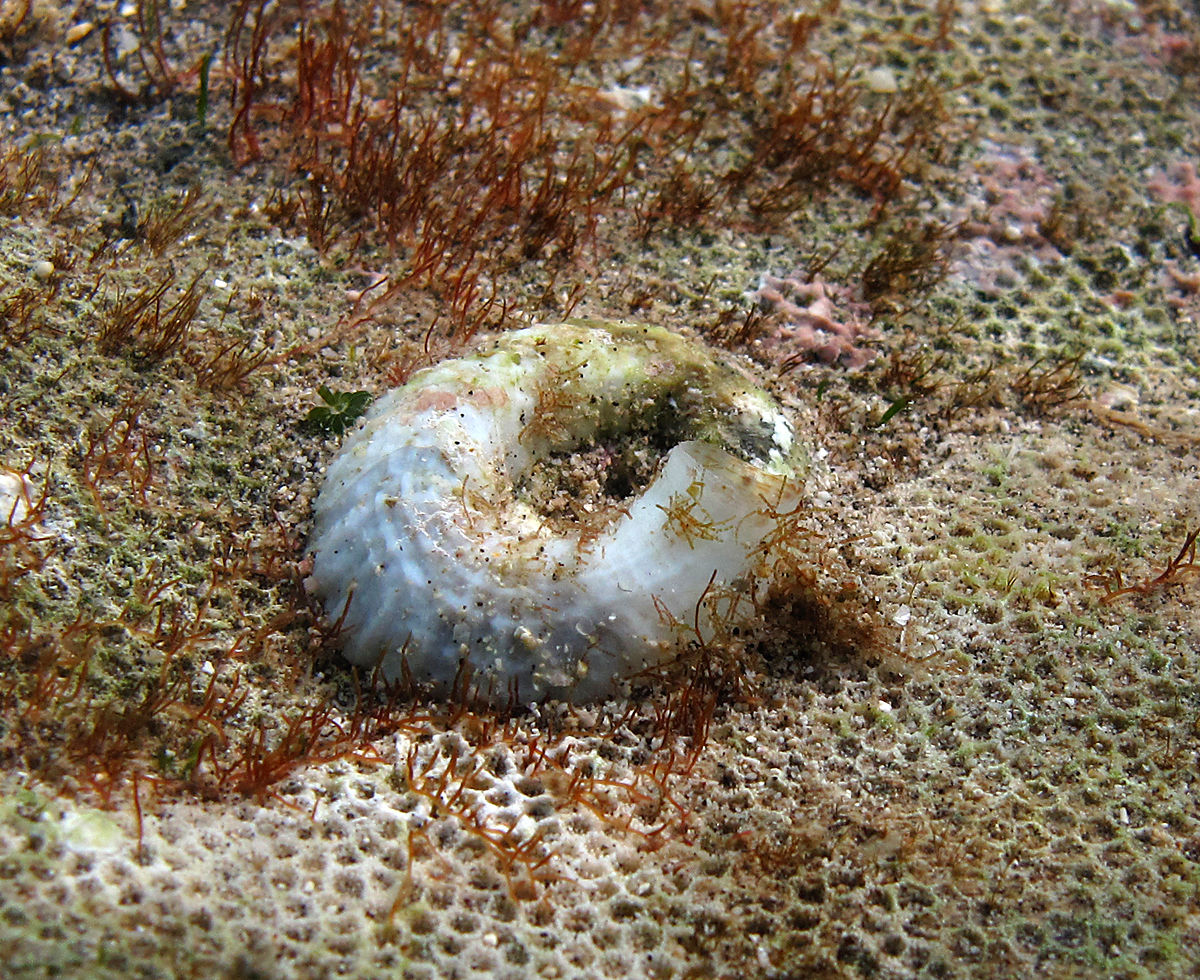
Spirorbis sp.